# Oliver Milburn
Oliver Milburn es un actor inglés, más conocido por haber interpretado a Scott Vaughan en la serie Holby Blue y por sus participaciones en teatro.

## Biografía
Oliver se entrenó en el "Dragon School" en Oxford y posteriormente en el "Eton College".
El 18 de diciembre de 2004 se casó con la reportera Katie Razzall, la pareja tiene una hija, Matilda Milburn.

## Carrera
Oliver ha aparecido en comerciales para "Nissan Micra" y "Caffreys".
En 1995 interpretó al oficial de la policía Wayne "Bog" Cheetham, en la primera temporada de la serie Backup.
En 1999 prestó su voz para el personaje de Nicholas Nickleby en el drama de radio de la BBC de Charles Dickens.
En el 2005 interpretó a Paul Tamay, el esposo de Sarah (Shauna MacDonald) en la película de terror The Descent.
Ese mismo año se unió al elenco principal de la cuarta temporada de la serie Born and Bred donde dio vida al doctor Nick Logan.
En el 2008 apareció en varios episodios de la serie policíaca Holby Blue donde dio vida al detective inspector de la policía Scott Vaughan.
Ese mismo año se unió al elenco recurrente de la serie británica Mistresses donde interpretó al empresario Mark Hardy, el esposo de Jessica "Jess" Fraser (Shelley Conn), hasta el final de la serie en el 2010,
En el 2011 apareció como invitado en la popular serie británica Coronation Street donde interpretó al abogado Andy Hunter.
En el 2015 se unió al elenco principal de la serie The Royals, donde interpretó a Ted Pryce, el jefe de seguridad del palacio real, hasta el final de la segunda temporada después de que su personaje muriera debido a las heridas que había sufrido después de que una multitud furiosa lo atacara al descubrir que él había sido el responsable de la muerte del Rey Simon Henstridge (Vincent Regan).

## Filmografía

### Series de televisión
| Año         | Título                    | Personajes           | Notas                                             |
| ----------- | ------------------------- | -------------------- | ------------------------------------------------- |
| 2015 - 2016 | The Royals                | Ted Pryce            | 8 episodios                                       |
| 2014        | Inspector George Gently   | James Darwin         | episodio "Gently with Honour"                     |
| 2013        | Jo                        | Legoff               | episodio "Invalides"                              |
| 2012        | Scott & Bailey            | Jeremy Leach         | episodio # 2.3                                    |
| 2011        | Coronation Street         | Andy Hunter, QC      | 5 episodios                                       |
| 2009 - 2010 | Mistresses                | Mark Hardy           | 10 episodios                                      |
| 2008        | Holby Blue                | Det. Scott Vaughan   | 12 episodios                                      |
| 2008        | Lewis                     | Charlie Newton       | episodio "Life Born of Fire"                      |
| 2007        | The Afternoon Play        | David                | episodio "Come Fly with Me"                       |
| 2006        | The Worst Week of My Life | Ed                   | episodio "The Worst Christmas of My Life: Part 3" |
| 2005        | Agatha Christie's Poirot  | La Roche             | episodio "The Mystery of the Blue Train"          |
| 2005        | Bodies                    | James Moore          | episodio # 2.1                                    |
| 2005        | Born and Bred             | Dr. Nick Logan       | 10 episodios                                      |
| 2004        | Green Wing                | Liam                 | 4 episodios                                       |
| 2003        | The Forsyte Saga          | Michael Mont         | 4 episodios - miniserie                           |
| 2003        | The Forsyte Saga: To Let  | Michael Mont         | 4 episodios - miniserie                           |
| 1999        | Love in the 21st Century  | Charlie              | episodio "Threesomes"                             |
| 1995        | Backup                    | Wayne "Bog" Cheetham | 8 episodios                                       |
| 1995        | Medics                    | Matthew Parry        | episodio "Lifeline"                               |
| 1995        | The Choir                 | Nicholas Elliott     | 5 episodios - miniserie                           |
| 1995        | The Bill                  | Jenkins              | episodio "Lost and Found"                         |
| 1994        | Chandler & Co             | Jake                 | episodio "Those Who Trespass Against Us"          |
| 1992 - 1993 | Families                  | Matthew Bannerman    | 3 episodios                                       |

### Películas
| Año  | Título            | Personaje    | Notas |
| ---- | ----------------- | ------------ | --- |
| 2011 | Wuthering Heights | Edgar Linton | junto a Kaya Scodelario, James Howson, Nichola Burley, Eve Coverley, James Northcote, Lee Shaw y Amy Wren          |
| 2005 | The Descent       | Paul Tamay   | junto a Shauna MacDonald, Natalie Mendoza, Alex Reid, Saskia Mulder, MyAnna Buring, Nora-Jane Noone y Craig Conway |

2001  ||  "Me without you" Nat || Junto a Michelle Williams y Anna Friel

### Videojuegos
| Año  | Título                          | Personajes                          | Notas                             |
| ---- | ------------------------------- | ----------------------------------- | --------------------------------- |
| 2013 | Assassin's Creed IV: Black Flag | Bartholomew Roberts / John Standish | prestó su voz para los personajes |

### Productor
| Año  | Título     | Notas                       |
| ---- | ---------- | --------------------------- |
| 2007 | Sugarhouse | productor                   |
| 2001 | Subterrain | productor ejecutivo         |
| 1999 | Ticks      | corto - productor ejecutivo |

### Teatro
| Año  | Título                           | Personaje        | Director         | Teatro              | Notas                                                                       |
| ---- | -------------------------------- | ---------------- | ---------------- | ------------------- | --------------------------------------------------------------------------- |
| 2012 | Canvas                           | Alistair         | Michael Wynne    | Chichester Theatre  | junto a Elliot Levey, Sarah Hadland, Dean Lennox Kelly y Hattie Ledbury     |
| 2002 | Design for Living                | Otto             | Marianne Elliott | Manchester Royal    | junto a Victoria Scarborough, Clarence Smith, Ken Bones y Judith Barker     |
| 2001 | Lulu                             | Alwa Schoening   | Jonathan Kent    | Almeida Theatre     | junto a Anna Friel, Alan Howard, Johanna Ter Steege y Peter Sullivan        |
| 2000 | Navy Pier                        | -                | Abigail Morris   | Soho Theatre        | junto a Joseph May, Paloma Baeza y Doraly Rosen                             |
| 1999 | David Copperfield                | James Steerforth | Simon Curtis     | Masterpiece Theatre | junto a Maggie Smith, Dan Radcliffe, Ian McKellen y Imelda Staunton         |
| 1998 | The Day I Stood Still            | -                | Ian Rickson      | National Theatre    | junto a Adrian Scarborough, Catherine Russell, Geoffrey Church y Jake Wood  |
| 1996 | John Gabriel Borkman             | Erhart           | Shepard Sobel    | National Theatre    | junto a Vanessa Redgrave, Paul Scofield y Eileen Atkins                     |
| 1994 | The Flag                         | -                | Jonathan Kent    | Bridge Lane Theatre | junto a Vanessa Redgrave, Corin Redgrave, Malcolm Tierney y Rade Serbedzija |
| 1994 | Brecht in Hollywood              | -                | -                | Bridge Lane Theatre | junto a Vanessa Redgrave, Corin Redgrave, Malcolm Tierney y Rade Serbedzija |
| 1993 | Total Eclipse                    | -                | Lisa Forrell     | Greenwich Theatre   | junto a Martin Friend, Greg Hicks, Sophie Thursfield y Jay Villiers         |
| -    | Not About Nightingales           | -                | -                | -                   | -                                                                           |
| -    | The London Cuckolds              | -                | -                | -                   | -                                                                           |
| -    | Light                            | -                | -                | -                   | -                                                                           |
| -    | Peter Pan                        | -                | -                | -                   | -                                                                           |
| -    | The Invention of Love            | -                | -                | -                   | -                                                                           |
| -    | An Enemy of the People           | -                | -                | -                   | -                                                                           |
| -    | Closer                           | -                | -                | -                   | -                                                                           |
| -    | Mutabilitie                      | -                | -                | -                   | -                                                                           |
| -    | The Prime of Miss Jean Brodie    | -                | -                | -                   | -                                                                           |
| -    | Copenhagen                       | -                | -                | -                   | -                                                                           |
| -    | Oklahoma! (musical)              | -                | -                | -                   | -                                                                           |
| -    | Brassed Of                       | -                | -                | -                   | -                                                                           |
| -    | Our Lady of Sligo                | -                | -                | -                   | -                                                                           |
| -    | Othello                          | -                | -                | -                   | -                                                                           |
| -    | The Forest                       | -                | -                | -                   | -                                                                           |
| -    | The Riot                         | -                | -                | -                   | -                                                                           |
| -    | Betrayal                         | -                | -                | -                   | -                                                                           |
| -    | Guiding Star                     | -                | -                | -                   | -                                                                           |
| -    | Cleo Camping Emmanuelle and Dick | -                | -                | -                   | -                                                                           |
| -    | Haroun and Other Stories         | -                | -                | -                   | -                                                                           |